# Gerardo Torrado
Gerardo Torrado Díez de Bonilla,[carece de fontes?] mais conhecido como Torrado (Cidade do México, 30 de abril de 1979), é um ex-futebolista mexicano que atuava como volante.

## Carreira
Ele integrou a Seleção Mexicana de Futebol na Copa América de 1999. Integrou o elenco da Seleção Mexicana de Futebol que disputou a Copa das Confederações FIFA de 2013.

## Títulos
Seleção Mexicana
- Copa das Confederações: 1999
- Copa Ouro da CONCACAF: 2003 e 2009

## Premiações
Cruz Azul
- Melhor Volante do Campeonato Mexicano: 2005 (Clausura) e 2008 (Apertura e Clausura)